# Løndshaug
Koordinaten: 59° 0′ 38″ N, 5° 34′ 3,1″ O
Der meernahe Løndshaug (auch Løndshaugen) ist eine Röse auf einer Ebene beim Weiler Grøde, nordwestlich von Randaberg bei Stavanger in der Fylke Rogaland in Norwegen.
Die Röse hat etwa 25 Meter Durchmesser und ist 3,5 Meter hoch. Sie war beschädigt und ein riesiger Krater lag in ihrer Mitte. Die Röse wurde 1924 restauriert und eine niedrige Mauer aus Trockenmauerwerk um den Steinhaufen errichtet.
Neben dem Steinhügel befindet sich ein Rundhügel von etwa 22,5 Meter Durchmesser und 2,0 Meter Höhe.
In der Nähe liegen die Röse von Børudlo und die Grøderøysa, die Randabergkirken, sowie der Børaunen Bunker.